# Массовая гибель сайгаков в Казахстане (2015)
Массовая гибель сайгаков в Казахстане в 2015 году (каз. Ақбөкендердің жаппай қырылуы) привела к катастрофическому уменьшению поголовья сайги на территории страны. К началу июня 2015 года погибло около 134 тыс. сайгаков на территории трёх регионов страны (Костанайская, Актюбинская и Акмолинская области), в то время, как в 2014 году общее количество сайгаков в Казахстане оценивалось в 256,7 тыс. особей.

## Масштабы падежа
Первые случаи падежа сайгаков были зафиксированы 11 мая 2015 года в местности Жолаба в Амангельдинском районе Костанайской области на севере Казахстана. Тогда было обнаружено 117 туш сайги. 13 мая сообщалось о тысяче погибших сайгаков, к 18 мая это число увеличилось до 10 тыс. на территории 16 га. Затем туши животных стали обнаруживать в приграничных Актюбинской и Акмолинской областях. К 5 июня общее число погибших сайгаков оценивалось в 134 352 особи, что составило 62 % от бетпакдалинской популяции. В общем счёте мировая популяция сайги уменьшилась на треть.
По состоянию на 2 июня 2015 года в общем было утилизировано 132 329 туш сайгаков: 113 309 в Костанайской области, 9 634 в Актюбинской области и 9 386 в Акмолинской области. По данным на 2014 год, всего в Казахстане численность сайги достигла 256,7 тыс. особей.
Темпы роста числа погибших сайгаков (согл. официальным данным)
- 11 мая — 117[1]
- 13 мая — 1 тыс.[1]
- 18 мая — 10 тыс.[2]
- 22 мая — 85 тыс.[6]
- 2 июня — 132 тыс.[5]
- 5 июня — 134 352[3]

По данным МСХ РК общая численность степных антилоп в Казахстане в 2015 году составляла 295 470 тысяч особей. Численность Уральской популяции увеличилась на 35,8%, Устюртской - на 49,6%, однако Бетпакдалинской сократилась на 85,1%. Итогом стало уменьшение общего количества краснокнижных животных на 63,3% в 2016 году. В текущем году сайгаков Бетпакдалинской популяции насчитывается всего 36 200 особей.

## Расследование
Для расследования причин столь массовой гибели сайги при посредничестве секретариата Боннской конвенции по сохранению мигрирующих видов животных были привлечены эксперты из различных стран мира: зоологи из Королевского ветеринарного колледжа (Великобритания) и Франкфуртского зоологического общества (Германия). Со стороны Казахстана в мерах по выявлению причин падежа сайгаков, кроме служб Комитета лесного хозяйства и животного мира, были задействованы также ветеринары, Институт проблем биологической безопасности, эпидемиологи, специалисты по контролю состояния окружающей среды, прокуратура, природоохранная полиция, службы ЧС и др.

## Причины
В первые дни, когда было обнаружено около сотни погибших сайгаков, причиной падежа по предварительным данным было названо сильное истощение вследствие засушливого 2014 года.
На данный момент основной причиной массового падежа сайги называется возбудитель геморрагической септицемии (пастереллёза) — Pasteurella multocida типа В. Возможно, переносчиками патогенных бактерий стали клещи, которые в конце апреля — начале мая водятся в степи в огромном количестве. В останках сайги не было обнаружено ни признаков ящура, ни чумы мелкого рогатого скота или оспы овец. Аэрокосмический комитет Министерства по инвестициям и развитию опроверг слухи о том, что падёж сайгаков может быть связан с ракетно-космической деятельностью. Ранее из-за подобных инфекционных заболеваний в 2013 году погибло 1,5 тыс. сайгаков, в 2012 году — 1 тыс., в 2010 — около 12 тыс.